# Europas Fußballer des Jahres
Als Europas Fußballer des Jahres wird bezeichnet:
- der Gewinner des Ballon d’Or von France Football von 1956 bis 2006 (seit 2007 für den „Weltfußballer des Jahres“)
- der UEFA-Spieler des Jahres der UEFA und European Sports Media von 2011 bis 2023 (2011 bis 2016 UEFA Best Player in Europe)

## Geschichte
Die französische Fachzeitschrift France Football verlieh seit 1956 den Ballon d’Or für Europas Fußballer des Jahres. Bis einschließlich 1994 waren nur Spieler mit europäischer Nationalität wählbar, die in Europa spielten. Ab 1995 öffnete sich die Auszeichnung für alle in Europa aktiven Spieler. Im selben Jahr war der Liberianer George Weah der erste nicht-europäische Gewinner. Da seit 2007 alle Spieler weltweit wählbar sind, zeichnet der Ballon d’Or seither den „Weltfußballer des Jahres“ aus. Zwischen 2007 und 2010 gab es keinen Europas Fußballer des Jahres, ehe die UEFA in Zusammenarbeit mit der European Sports Media die Wahl mit dem UEFA-Spieler des Jahres (2011 bis 2016 UEFA Best Player in Europe) wieder ins Leben rief.
Im November 2023 ging die UEFA eine Partnerschaft mit France Football bezüglich des Ballon d’Or ein. Dort wird die UEFA „ihre Fußballexpertise einbringen, die weltweiten kommerziellen Rechte vermarkten und die jährliche Galaveranstaltung organisieren“. Dafür stellt die UEFA den UEFA-Spieler des Jahres ein und konzentriert sich im Rahmen der UEFA Club Football Awards auf den besten Spieler der Champions League. Nach Ansicht der UEFA spiele der beste Spieler der Welt ohnehin stets in einer europäischen Liga.
Seit 1976 zeichnet die französische Fachzeitschrift Onze Mondial mit dem Onze d’or jährlich den besten Spieler in Europa aus. Die Gewinner werden jedoch nicht als Europas Fußballer des Jahres bezeichnet. Seit 2020 ehrt auch die italienische Zeitschrift Tuttosport mit dem Golden Player den besten Spieler, der in Europa aktiv ist. Die Gewinner werden jedoch ebenfalls nicht als Europas Fußballer des Jahres bezeichnet.

## Listen
Die nachfolgende Liste nennt alle Spieler, die als „Europas Fußballer des Jahres“ gelten.
| Jahr                    | Nat. (a)        | Spieler               |
| Ballon d’Or (b)         | Ballon d’Or (b) | Ballon d’Or (b)       |
| ----------------------- | --------------- | --------------------- |
| 1956                    | England         | Stanley Matthews      |
| 1957                    | Spanien 1945    | Alfredo Di Stéfano    |
| 1958                    | Frankreich      | Raymond Kopa          |
| 1959                    | Spanien 1945    | Alfredo Di Stéfano    |
| 1960                    | Spanien 1945    | Luis Suárez           |
| 1961                    | Italien         | Omar Sívori           |
| 1962                    | ()              | Josef Masopust        |
| 1963                    | ()              | Lew Jaschin           |
| 1964                    | Schottland      | Denis Law             |
| 1965                    | Portugal        | Eusébio               |
| 1966                    | England         | Bobby Charlton        |
| 1967                    | Ungarn          | Flórián Albert        |
| 1968                    | Nordirland      | George Best           |
| 1969                    | Italien         | Gianni Rivera         |
| 1970                    | Deutschland     | Gerd Müller           |
| 1971                    | Niederlande     | Johan Cruyff          |
| 1972                    | Deutschland     | Franz Beckenbauer     |
| 1973                    | Niederlande     | Johan Cruyff          |
| 1974                    | Niederlande     | Johan Cruyff          |
| 1975                    | ()              | Oleh Blochin          |
| 1976                    | Deutschland     | Franz Beckenbauer     |
| 1977                    | Danemark        | Allan Simonsen        |
| 1978                    | England         | Kevin Keegan          |
| 1979                    | England         | Kevin Keegan          |
| 1980                    | Deutschland     | Karl-Heinz Rummenigge |
| 1981                    | Deutschland     | Karl-Heinz Rummenigge |
| 1982                    | Italien         | Paolo Rossi           |
| 1983                    | Frankreich      | Michel Platini        |
| 1984                    | Frankreich      | Michel Platini        |
| 1985                    | Frankreich      | Michel Platini        |
| 1986                    | ()              | Ihor Bjelanow         |
| 1987                    | Niederlande     | Ruud Gullit           |
| 1988                    | Niederlande     | Marco van Basten      |
| 1989                    | Niederlande     | Marco van Basten      |
| 1990                    | Deutschland     | Lothar Matthäus       |
| 1991                    | Frankreich      | Jean-Pierre Papin     |
| 1992                    | Niederlande     | Marco van Basten      |
| 1993                    | Italien         | Roberto Baggio        |
| 1994                    | Bulgarien       | Christo Stoitschkow   |
| 1995                    | Liberia         | George Weah           |
| 1996                    | Deutschland     | Matthias Sammer       |
| 1997                    | Brasilien       | Ronaldo               |
| 1998                    | Frankreich      | Zinédine Zidane       |
| 1999                    | Brasilien       | Rivaldo               |
| 2000                    | Portugal        | Luís Figo             |
| 2001                    | England         | Michael Owen          |
| 2002                    | Brasilien       | Ronaldo               |
| 2003                    | Tschechien      | Pavel Nedvěd          |
| 2004                    | Ukraine         | Andrij Schewtschenko  |
| 2005                    | Brasilien       | Ronaldinho            |
| 2006                    | Italien         | Fabio Cannavaro       |
| UEFA-Spieler des Jahres |                 |                       |
| 2011                    | Argentinien     | Lionel Messi          |
| 2012                    | Spanien         | Andrés Iniesta        |
| 2013                    | Frankreich      | Franck Ribéry         |
| 2014                    | Portugal        | Cristiano Ronaldo     |
| 2015                    | Argentinien     | Lionel Messi          |
| 2016                    | Portugal        | Cristiano Ronaldo     |
| 2017                    | Portugal        | Cristiano Ronaldo     |
| 2018                    | Kroatien        | Luka Modrić           |
| 2019                    | Niederlande     | Virgil van Dijk       |
| 2020                    | Polen           | Robert Lewandowski    |
| 2021                    | Italien         | Jorginho              |
| 2022                    | Frankreich      | Karim Benzema         |
| 2023                    | Norwegen        | Erling Haaland        |